# Seznam venezuelskih slikarjev
Seznam venezuelskih slikarjev.

## C
- Carlos Cruz-Diez

## M
- Arturo Michelena

## S
- Jesús Rafael Soto

## T
- Antonio Herrera Toro